# Un siècle débordé
Un siècle débordé est un roman de Bernard Frank publié en 1970 aux éditions Grasset et ayant reçu le prix des Deux Magots l'année suivante.

## Éditions
- Un siècle débordé, éditions Grasset, 1970.
  - réed. Flammarion, 1987 ; in Romans et essais, Flammarion, 1999.